# آبا-وا
آبا-وا (به لاتین: Aba-wa) در میانمار است که در ناحیه باگو واقع شده‌است.